# Gustavo Reyes Terán
Gustavo Reyes Terán (Santa María Mixtequilla, Oaxaca, México, 19 de mayo de 1959) es un médico infectólogo, investigador, profesor y funcionario público mexicano. En octubre de 2024, fue designado como Director Médico del Instituto de Seguridad y Servicios Sociales para los Trabajadores del Estado. De octubre de 2019 a septiembre de 2024, se desempeñó como Titular de la Comisión Coordinadora de Institutos Nacionales de Salud y Hospitales de Alta Especialidad de México, organismo que coordina las principales instituciones de atención médica y de investigación pública del país.

## Trayectoria

### Académica
Reyes Terán es médico por la Universidad Nacional Autónoma de México (UNAM) de donde se graduó en 1984, dando atención de medicina general e infectología por 20 años. Cuenta con una maestría en Salud Pública por el Instituto Nacional de Salud Pública obtenida en 1986, una especialización en medicina interna por la UNAM y Pemex, subespecialización en infectología hecha en el Instituto Nacional de Ciencias Médicas y Nutrición Salvador Zubirán, y realizó un posgrado en virología e inmunología en el Instituto de Investigación del Cáncer de la Universidad de California en San Francisco.
Como profesor, imparte clases en el pregrado en virología de la Facultad de Medicina. Es tutor de posgrado, maestría y doctorado en Ciencias Médicas y Biomédicas, en la UNAM. También fue profesor honorario y adjunto de la Universidad George Washington. Ha integrado comités de arbitraje de revistas científicas como AIDS (órgano oficial de la Sociedad Internacional de SIDA) y Pathogens&Immunity.

### Funcionario público
Reyes es fundador del Servicio de Infectología para Pacientes Inmunocomprometidos del sistema sanitario mexicano, hecho en 2001 y en 2004 del Centro de Investigación en Enfermedades Infecciosas (CIENI) en el Instituto Nacional de Enfermedades Respiratorias (INER), llamado Departamento de Investigación en Enfermedades Infecciosas, sitio donde laboró de 2016 a 2019. Dicho departamento funge como uno de los once Laboratorios Regionales de Referencia acreditados por la Organización Mundial de Salud (OMS) para la investigación de enfermedades como el VIH y de situaciones emergentes como la pandemia de gripe A (H1N1) de 2009-2010 en el país, realizando la caracterización genómica completa del virus. Contribuyó a la investigación de virus como el H7N3 de la influenza tipo A y el virus Zika en México. Fue nombrado como comisionado coordinador de la Comisión Coordinadora de Institutos Nacionales y Hospitales de Alta Especialidad en octubre de 2019. En dicho cargo lidera desde 2020 una propuesta para lograr la cobertura universal gratuita de salud en su país.

## Premios y reconocimientos
- Miembro del Sistema Nacional de Investigadores de México, nivel III, desde 2011.
- Investigador titular “F” en los Institutos Nacionales de Salud de México.